# Jurij Mikolajovics Kolomojec
Jurij Mikolajovics Kolomojec (ukránul:  Юрій Миколайович Коломоєць (Yuriy Mykolayovych Kolomoyets); Krivij Rih, 1990. március 22. –) ukrán válogatott labdarúgó.

## Pályafutása

### Klubcsapatban
1994 és 2007 között a Krivbasz Krivij Rih akadémiáján nevelkedett, egy 2004-es rövid kitérőt leszámítva. Profi játékos ebben a klubban lett, méghozzá 2007-ben. Bajnoki mérkőzésen nem szerepelt a klubban, de kölcsönben kétszer is szerepelt. Először a klub amatőr csapatában, majd az Ohtirka klubjában. 2010-ben a Hirnik Krivij Rih klubjának lett a játékosa, valamint meghatározó labdarúgó.
2013-ban az Olekszandrija csapatába igazolt és a 2014-15-ös szezonban megnyerték a másodosztályt. Az első osztályban a Sahtar Doneck ellen debütált. Első gólját a Zorja Luhanszk ellen szerezte meg, majd a Voliny Luck ellen pedig duplázott. 11 mérkőzésen a bajnokságban 3 gólt szerzett. A szezon végén elhagyta a klubot. A Vorszkla Poltava játékosa lett az ukrán élvonalban. Az idény során 13 bajnokin 6 gólt szerzett, augusztus 27-én kétszer volt eredményes a Dinamo Kijev ellen. Decemberben szabadon igazolhatóvá vált és több külföldi klub is érdeklődött iránta. 2017. január 12-én a magyar MTK bejelentette, hogy leigazolták A magyar élvonalban 12 mérkőzésen két gólt szerzett. Az idény végén az MTK kiesett a másodosztályba, Kolomojec pedig hazaigazolt a Vorszkla Poltavához. Egy nyilatkozatában élesen bírálta az NB I iramát, illetve a fővárosi klubnál tapasztalt munkamorált.

### A válogatottban
2017. november 10-én mutatkozott be az ukrán labdarúgó-válogatottban a szlovák labdarúgó-válogatott elleni barátságos mérkőzésen, kezdőként végig játszotta a 2–1-re megnyert találkozót.

## Mérkőzései az ukrán válogatottban
| #  | Dátum              | Ellenfél  | Eredmény | Kiírás              | Esemény |
| -- | ------------------ | --------- | -------- | ------------------- | ------- |
| 1. | 2017. november 10. | Szlovákia | 2 – 1    | barátságos mérkőzés |         |

## Sikerei, díjai
- Olekszandrija
  - Ukrán másodosztály: 2014-15